# Schmidding SG 34

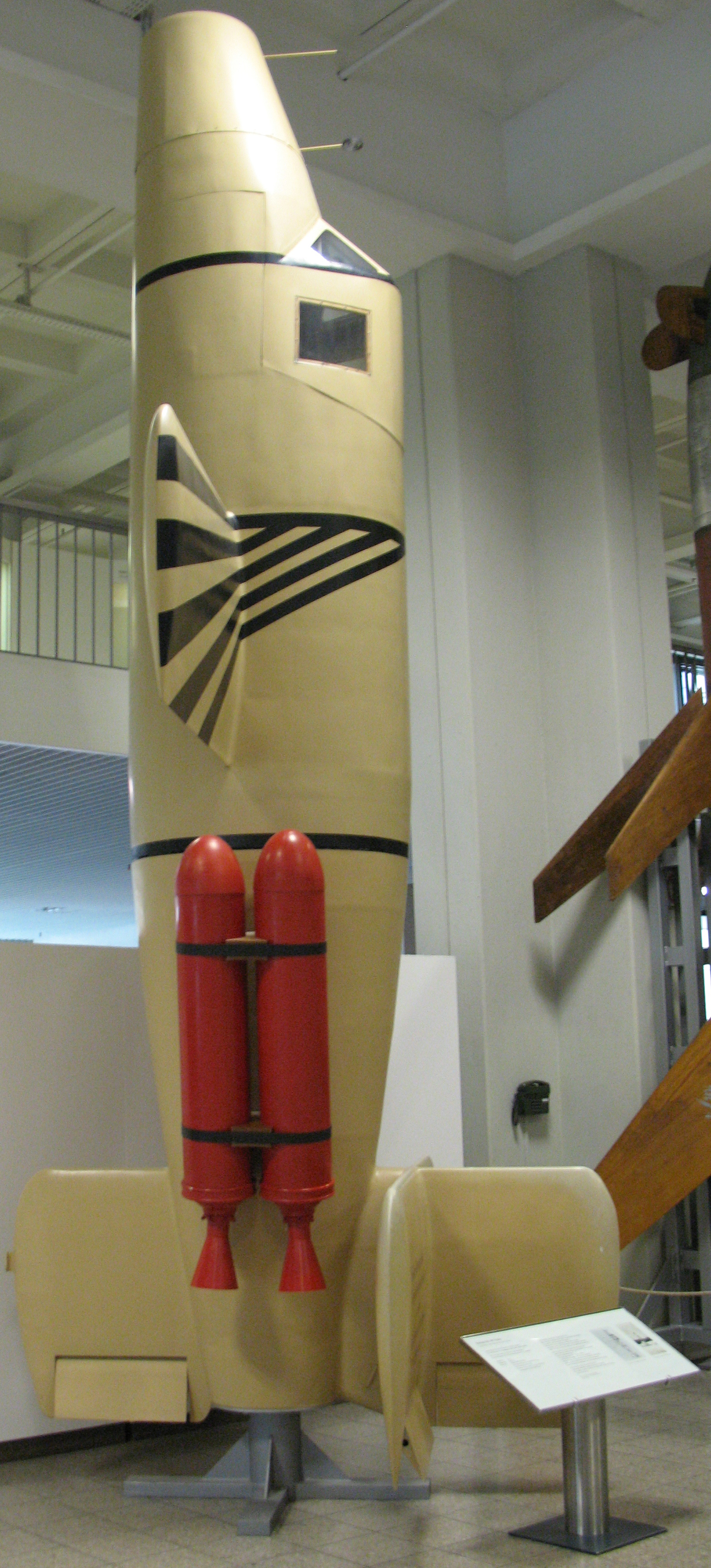
Bachem Ba 349 Natter, doté d'accélérateurs Schmidding (en rouge).

Le Schmidding SG 34 était un moteur-fusée à propergol solide, conçu en Allemagne au cours de la Seconde Guerre mondiale. Il était utilisé par le Bachem Ba 349 Natter pour fournir de la poussée supplémentaire au lancement.
De tels systèmes « Starthilfe » (littéralement : « assistance au décollage ») à poudre ou à ergols liquides, ancêtres des systèmes JATO actuels, étaient déjà utilisés par quelques avions à décollage classique, comme le bombardier à réaction Arado Ar 234B. Le plus utilisé était le Walter HWK 109-500. 
Le Natter était équipé d'un moteur-fusée à ergols liquides Walter HWK 109-509 (le même qui propulsait le Me 163B Komet), mais ce moteur n'était pas assez puissant pour accélérer l'appareil vers sa vitesse nominale de 1 000 km/h. Il nécessitait donc deux ou quatre SG-34 comme source de puissance auxiliaire.